# Titularbistum Lead
Lead ist ein Titularbistum der römisch-katholischen Kirche.
Am 4. August 1902 wurde aus Gebieten des Bistums Sioux Falls (USA) das Bistum Lead begründet. Es gehörte der Kirchenprovinz Saint Paul and Minneapolis an und wurde am 1. August 1930 durch das Bistum Rapid City ersetzt. Lead wurde 1995 in die Liste der Titularbistümer aufgenommen.
| Titularbischöfe von Lead |              |                              |             |     |
| Nr.                      | Name         | Amt                          | von         | bis |
| 1                        | Joseph Perry | Weihbischof in Chicago (USA) | 5. Mai 1998 |     |